# Elektor
Elektor, també coneguda com Elektor Magazine, és una revista mensual sobre tots els aspectes de l'electrònica, publicada originalment als Països Baixos com a Elektronica Wereld el 1961 i, posteriorment, Elektuur el 1964, i ara publicada a tot el món en molts idiomes, inclòs l'anglès, alemany, holandès, francès, grec (setembre de 1982 a maig de 2008), espanyol, suec, portuguès (europeu i brasiler) i italià amb distribució a més de 50 països. L'edició en anglès d'Elektor es va llançar el 1975 i es llegeix a tot el món.
Elektor (en holandès: Elektuur, en grec: ελέκτορ) va ser fundada l'any 1960 per l'holandès Bob W. van der Horst. Va ser i encara és una editorial líder amb un ampli grup fidel de lectors arreu del món. No només aficionats sinó també professionals.
Elektor publica una àmplia gamma de projectes electrònics, articles de fons i dissenys dirigits a enginyers, entusiastes, estudiants i professionals. Per ajudar els lectors a crear projectes destacats, Elektor també ofereix PCB (plaques de circuits impresos) de molts dels seus dissenys, així com kits i mòduls. Si el projecte utilitza un microcontrolador i/o programari per a PC, com passa sovint, Elektor normalment subministra el codi font i els fitxers de manera gratuïta a través del seu lloc web. La majoria de les obres d'art de PCB també estan disponibles al seu lloc web.
Elektor també publica llibres, CD i DVD sobre àudio, microprocessadors, programari, llenguatges de programació i electrònica d'ús general.
Elektor està publicat per Elektor International Media, amb seu a Limbricht, Països Baixos.
El desembre de 2009, Elektor va anunciar que per al mercat americà s'entraria en una cooperació estratègica amb la revista Circuit Cellar de Steve Ciarcia El 2014, la revista Circuit Cellar es va separar d'Elektor .